# 讚岐相生站
讚岐相生站（日语：／ Sanuki-aioi eki */?）是位於日本香川縣東香川市，隸屬於四國旅客鐵道（JR四國）的鐵路車站。車站編號為T09。本站是香川縣最東邊的鐵路車站，與鄰縣的德島縣以大板山坳（大坂峠）相隔。本站周邊的民居相比鄰站阿波大宮站較多，但停靠的列車卻較少。因為自高松站或德島站開出的區間車均不會在本站停靠，故只能靠班次疏落且行走全線的普通列車維持。現時每日停靠本站的列車，下行共有11班，上行則共10班。上下行靠站的班次比特急通過的列車還要少，因此居民大都寧願騎單車到3公里外，班次較多並且有特急列車停靠的引田站乘車。近年所錄得的每天乘車人數都持續偏低。
本站至阿波大宮站之間需穿越由大坂山隧道及其他附屬的隧道群，屬於彎多路段。以往國鐵使用蒸氣機頭，被視為是行走相當艱難的路段。

## 車站結構

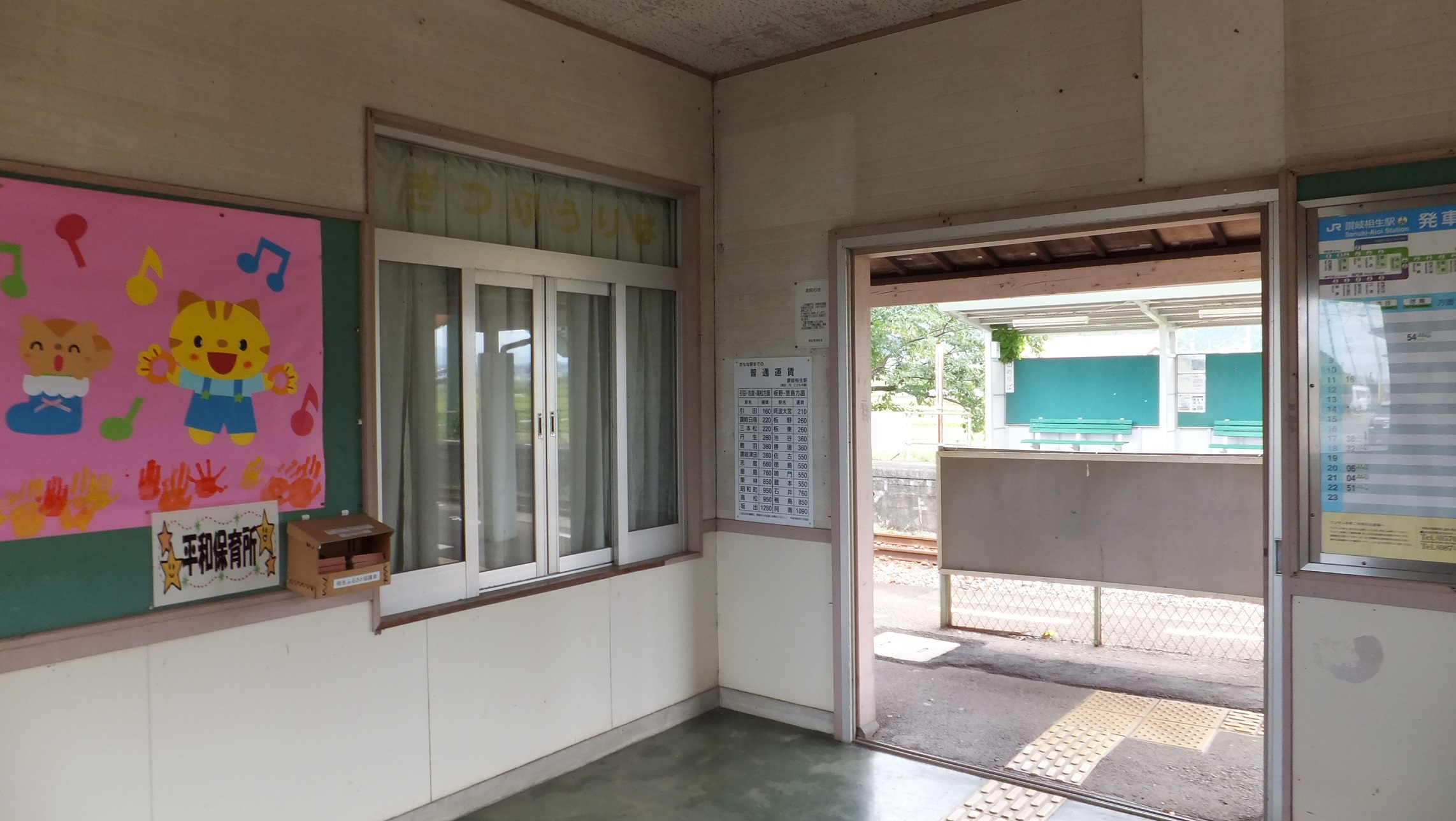
車站內部（2015年9月）

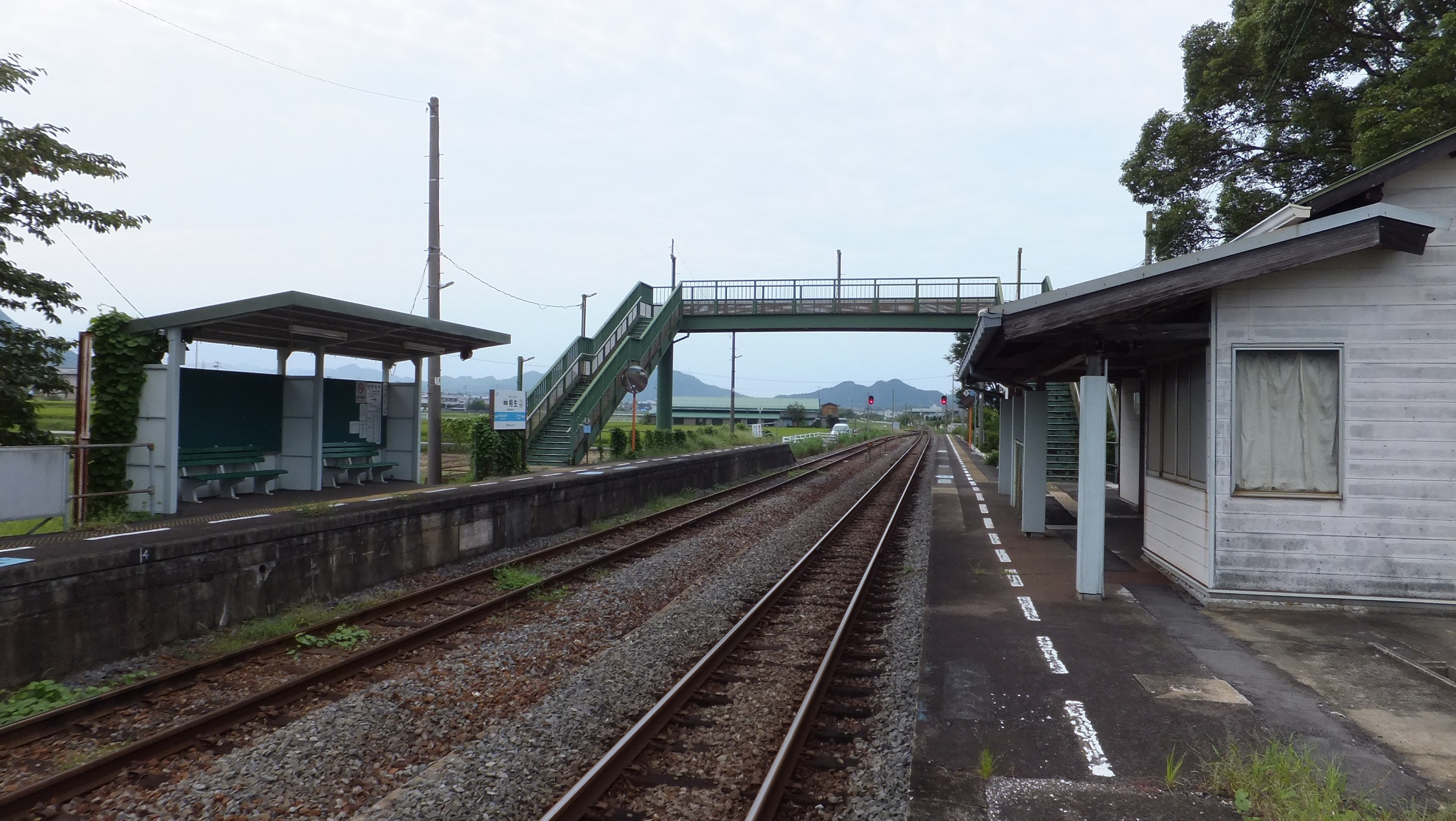
月台（2015年9月）

本站的站房為木製的小型站房，和鄰站阿波大宮站的規格相同，都是屬於規模較小的站房。站內只設有站務室、候車大廳及洗手間，同時亦未裝設自動售票機。本站於無人化後，曾經歷過由其他車站派員駐守及以業務委託形式繼續售票，但現時均取消。乘客須直接在上車時取票。
本站設有不對稱側式月台2座，共提供2面2線的配置。其中上行2號月台為因應高德線高速化而新建的月台，屬側線；而靠近站房的1號月台為主軌道。有效長度為5輛。月台之間以行人天橋連接，2號月台上設有三邊圍封的有蓋候車亭。而1號月台旁邊亦保留舊有貨物月台及軌道痕跡，有關路軌已經被拆去。

### 月台配置
| 月台 | 路線    | 方向 | 目的地               |
| ---- | ------- | ---- | -------------------- |
| 1、2 | ■高德線 | 下行 | 板野、池谷、德島方向 |
| 1、2 | ■高德線 | 上行 | 三本松、高松方向     |

## 歷史
- 1935年3月20日：開業。
- 1972年10月1日：無人化，簡易委託化。[3]，現時委託化亦已取消。
- 1987年4月1日：日本國鐵分割民營化，車站的營運由JR四國繼承。

## 相鄰車站
四國旅客鐵道（JR四國）
■高德線
引田（T10）－讚岐相生（T09）－阿波大宮（T08）